# Willem Wolthuis
Willem Wolthuis (Winschoten, 1940) is een moderne vioolbouwer, violist en orkestleider. Hij is uitvinder van de viocta, een achtsnarige elektrische viool. 
Tevens is hij verantwoordelijk voor het herintroduceren van het genre salonmuziek in Nederland (1974).

## Biografie
Willem Wolthuis studeerde gelijktijdig aan het conservatorium en kunstacademie Minerva in Groningen. In 1963 werd hij aangenomen als eerste violist in het toenmalige Noordelijk Filharmonisch Orkest (nu Noord Nederlands Orkest). In 1962 richtte hij het ensemble Romanesca op, samen met bassist Piet Rikkers, slagwerker Simon Blazer en pianist Rob Smit. Het orkest speelde voornamelijk zigeunermuziek: Willem Wolthuis heeft in zijn vroege jeugd onder andere leren spelen van de zigeunerfamilie Tata Mirando, waarmee hij als adolescent ook optrad. Hij staat bekend als de enige niet-zigeuner die de muziek als een zigeuner kan spelen. Romanesca trad op in binnen- en buitenland en voor de Koninklijke familie (1984).

## Componist
Willem Wolthuis componeerde verschillende stukken, in uiteenlopende stijlen. Omdat hij zich als violist heeft toegelegd op de weinig voorkomende combinatie jazz-zigeunermuziek, zien we vooral deze stijlen terug in zijn composities. In 1973 componeerde hij Valse Pour La Petite Femme, voor zijn dochter Femke Wolthuis.

## Uitvinder van violen
In 1971 ontwikkelde Willem Wolthuis de viocta, een achtsnarige elektrische viool, waarop dubbelsnarig gespeeld wordt. Met pianist Louis van Dijk en bassist Victor Kaihatu werd in 1972 het eerste concert voor viocta gegeven. Het instrument is regelmatig ingezet voor het NNO. Het speciaal gecomponeerde Concert voor Orkest en Viocta is echter nooit gerealiseerd.

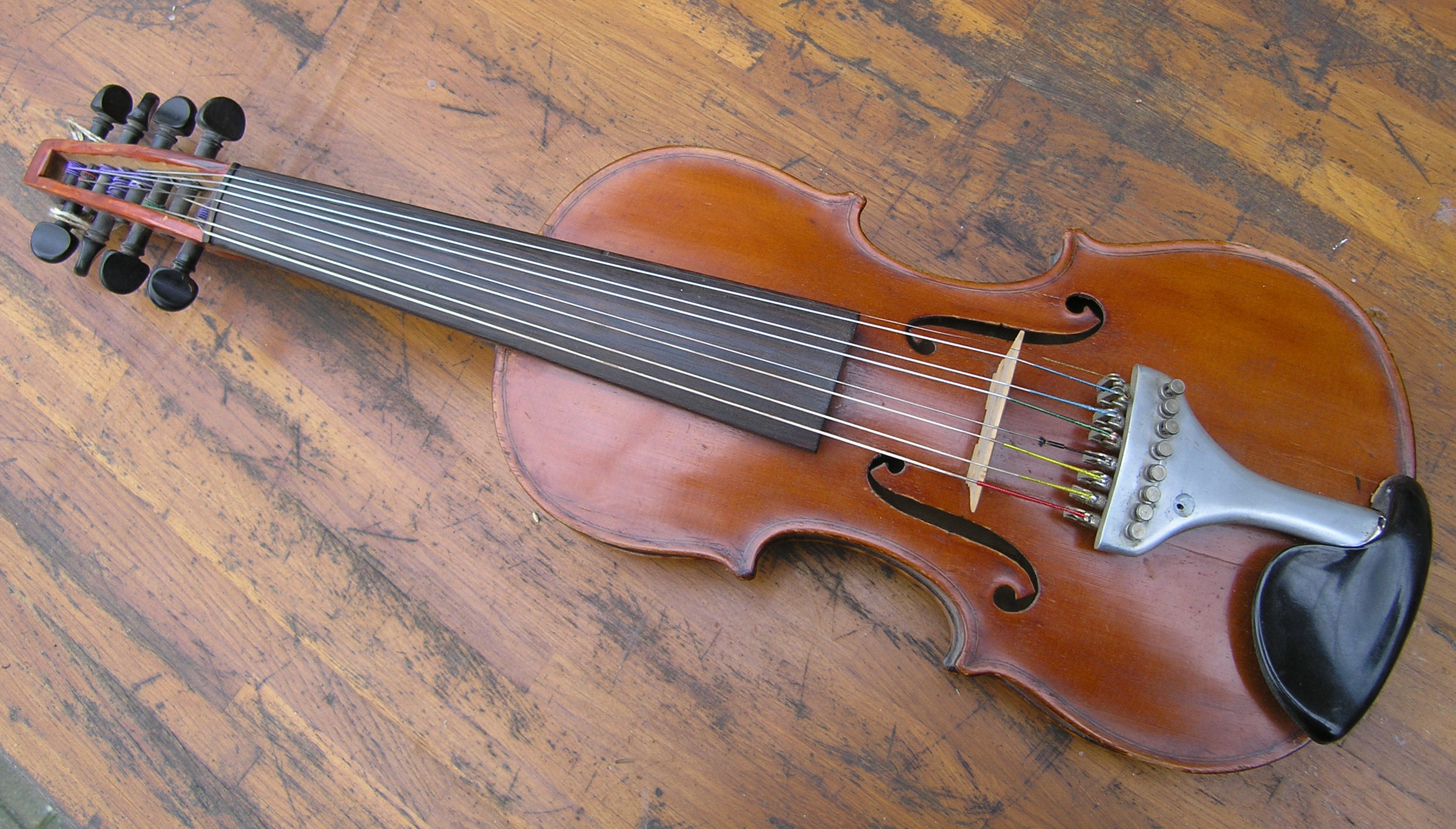
viocta

In 2010 componeerde Eric Bergsma speciaal voor viocta een nieuwe compositie: St. Niklaas, waarbij Arabische en Spaanse stijlen worden vermengd in een 7-kwartsmaat.
In 1972 ontwikkelt Wolthuis (onder octrooi) een viool met een extra snaar, die gelijktijdig als eerste viool en als altviool bespeeld kan worden. Deze viool oogt als een gewone viool, maar heeft een extra stapel, een verbrede kam, een verbrede hals en toets en uiteraard extra stemsleutels.

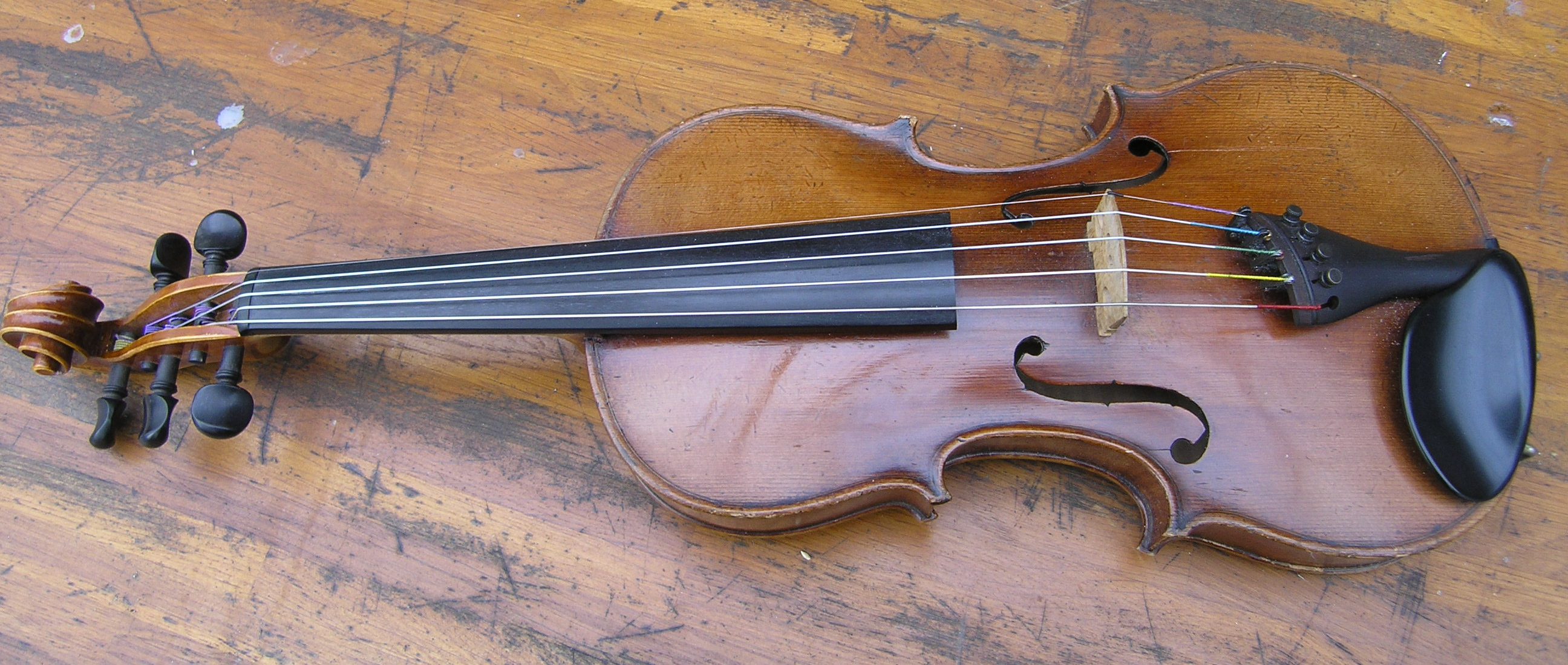
5-snarige altviool

Ten slotte ontwikkelde hij een basviool, die zich kenmerkte door een ongelakte, massieve klankkast. Door de E te vervangen door de D snaar, de E door een G, op de A een C te plaatsen. De D werd G-snaar van een harp. Deze was zo dik, dat er geen vibrerende toon op gemaakt kon worden. Vandaar dat versterking noodzakelijk was. Tegenwoordig kan dit allemaal op een synthesizer.

## Herintroductie salonmuziek
Met Romanesca werd naast zigeunermuziek ook wel dansmuziek gespeeld, zoals een "strijkje" dat placht te doen in het interbellum. Geïnspireerd door deze salonmuziek besloot Wolthuis het genre van walsen, foxtrots en tango's als Stehgeiger nieuw leven in te blazen. Met zijn drie conservatoriumvrienden van Romanesca, aangevuld met Ruud Blesing (altviool) en Libor Volni (2e viool) zochten ze muzikale steun bij Klaas Wiersema, die onder de naam Carlo Vierez de tijd niet alleen had meegemaakt, maar daar ook een belangrijke muzikale bijdrage aan had geleverd. Voor het repertoire werd geput uit twee via advertenties gevonden en aangekochte bibliotheken met zo'n 1300 stukken. 
Het in 1974 opgerichte Groningsch Salonorkest zorgde hiermee voor een trend: een hausse aan salonorkesten, waaronder het Maastrichts Salonorkest onder leiding van André Rieu.
In 1976 werd het orkest op aanraden van Hans Zoet, presentator van het populaire live-muziekprogramma "Für Elise", omgedoopt tot het wereldberoemde Salonorkest Pluche. Tv-optredens in o.a. "Sonja's Goed Nieuwsshow" van Sonja Barend, "Rondje Theater" met Hans van Willigenburg en zelfs "Toppop" waren het gevolg. Met het nummer "Kannst du pfeifen Johanna" (oorspronkelijk van de Comedian Harmonists) scoorden ze een hit in de top tien. Dit was de eerste keer in Nederland dat een klassiek georiënteerd orkest in de hitparade stond. 
Pluche nam een belangrijke plaats in in de licht-klassieke muziekwereld. Het orkest richtte zich op theaterconcerten, maakten vele platen en cd's trad op over de hele wereld.

## 1990-heden
Willem Wolthuis besloot zich in 1990 te wijden aan zijn eigen orkesten en zijn schilderkunst en nam afscheid van het NNO. In juni 2003 nam Willem Wolthuis eveneens afscheid van zijn viool, en richtte zich geheel op de beeldende kunst. Zijn aquarellen kenmerken zich door een uiterst precieze en realistische stijl met helder palet. Hij schildert portretten en landschappen, met een voorliefde voor Noordelijke landschappen en de Wadden.
Toen in 2007 zijn vrouw overleed, nam hij de viool weer ter hand en richtte Ensemble Romanesca opnieuw op, dit keer als een echt zigeunerorkest bestaande uit familie: met zang van zijn dochter Femke Wolthuis. Door hierin niet met cymbaal te werken maar met piano, sloeg Willem Wolthuis bewust een brug tussen westerse en Balkanmuziek.
Na het opheffen van dit orkest (2013) werkt Wolthuis sinds 2019 opnieuw samen met zijn dochter en Eric Bergsma in Les Bohemes.
In het dixieland-orkest 'The Society Jazzband speelt Wolthuis trombone.
In zijn studiejaren op het Sweelinck conservatorium was trombone zijn tweede keus. Hij koos op aanraden van zijn vader naast viool bewust een koperblaasinstrument, opdat hij zich in militaire dienst kon aansluiten bij de koninklijke militaire kapel Willem Friso.
Sinds 2015 is Wolthuis tevens de drijvende kracht achter het muziek ensemble Swing du Nord, waarmee hij in 2019 een album uitbracht.

## Afscheid
In september 2023 nam Willem Wolthuis na 70 jaar afscheid van zijn muzikale carrière, met een tweetal uitverkochte concerten. In mei 2025 verscheen de biografie over Willem Wolthuis' leven en werk: 'Willem Wolthuis, een leven in kunst en muziek'. Bij deze gelegenheid werd Wolthuis onderscheiden als Ridder in de Orde van Oranje Nassau.

## Composities
- Sjere Toje Leszek (1972) Hongaars
- Sabine (1973)
- Justine (1973) Jazzwaltz
- Valse Pour La Petite Femme (1973) Jazzwaltz, Geschreven voor zijn dochter Femke.
- Roemeense Dans (1974) Roemeens
- Pizzicato Spass (1985) Salonmuziek
- Double Six (1995) Jazz, swing
- Avenir de Appelbergen (2014) romantiek
- Hommage aan Frances (2021)
- Muziek voor Fimke (2022)